# Kalinga (prowincja)

Kalinga

Kalinga – prowincja na Filipinach w regionie Cordillera Administrative Region, położona w północno-środkowej części wyspy Luzon. Od zachodu graniczy z prowincją Abra, od północy z prowincjami Apayao, od wschodu z prowincjami Cagayan i Isabela, od południa Mountain Province. Powierzchnia: 3231,3 km². Liczba ludności: 182 326 mieszkańców (2007). Gęstość zaludnienia wynosi 56,4 mieszk./km². Stolicą prowincji jest Tabuk.